# جون غراهام (لاعب اتحاد الرغبي)
جون غراهام (بالإنجليزية: John Graham)‏ هو لاعب اتحاد الرغبي بريطاني ونيوزيلندي، ولد في 9 يناير 1935 في Stratford, New Zealand ‏ في نيوزيلندا، وتوفي في 2 أغسطس 2017 في أوكلاند في نيوزيلندا بسبب سرطان.

## وصلات خارجية
- جون غراهام عل موقع إسبنسكروم (الإنجليزية)